# Michael Willis
Michael Willis (Lancaster (Pennsylvania), 4 oktober 1949) is een Amerikaans acteur.

## Biografie
Willis heeft zeven jaar bij de United States Air Force gediend en heeft meegevochten in de Vietnamoorlog en de Koreaanse oorlog. Toen hij afscheid nam van zijn diensttijd begon hij als acteur in lokale theaters.
Willis begon in 1985 met acteren voor televisie in de film Prime Risk. Hierna heeft hij nog meerdere rollen gespeeld in films en televisieseries zoals Men in Black (1997), Pushing Tin (1999), Homicide: Life on the Street (1993-1999) en The Wire (2003-2008).
Willis is in 1983 getrouwd en heeft hieruit drie kinderen.

## Filmografie

### Films
Uitgezonderd korte films.
- 2012 Excuse Me for Living – als Harry
- 2011 Coming Up Roses – als raadgever
- 2004 A Dirty Shame – als Tony
- 2000 Cecil B. Demented – als voerman
- 1999 Pushing Tin – als Pat Feeney
- 1999 Just the Ticket – als tv klant
- 1997 Men in Black – als politiagent in mortuarium
- 1996 Rescuing Desire – als Sid
- 1995 Someone Else's America – als voorman
- 1994 Major League II – als fotograaf op vliegveld
- 1990 Elliot Fauman, Ph.D. – als Samson
- 1990 On the Block – als Jocko
- 1988 Hairspray – als krantenman
- 1987 Tin Men – als mr. Shubner
- 1985 Prime Risk – als serviceman

### Televisieseries
Uitgezonderd eenmalige gastrollen.
- 2003 – 2008 The Wire – als Andy Krawczyk – 15 afl.
- 1993 – 1999 Homicide: Life on the Street – als Darin Russom – 9 afl.

### Computerspellen
- 1994 Death Gate – als diverse stemmen